# Inês Pereira
Inês Pereira, född den 26 maj 1999 i Lissabon, är en portugisisk fotbollsspelare.

## Karriär
Inês Pereira inledde sin seniorkarriär i G.D. Estoril Praia år 2014. Hon har även spelar för Sporting CP och Servette FC Chênois innan hon 2024 kontrakterades av Everton, varifrån hon lånades ut till Deportivo de La Coruña. Hon har även representerat det portugisiska damlandslaget där hon debuterade år 2018.